# Misericordia
Misericordia (latin for barmhjertighed) er oprindelig et ironisk navn på en lille konsol som er på bagsiden af klapsædet i en korstol. Under messer og andre kirkelige ceremonier må munke og præster undertiden stå op i lang tid. Da kunne de støtte sig til dette lille sæde. Misericordiaerne blev ofte dekoreret med udskæringer. Ofte finder man allegoriske skildringer inspireret af Physiologus  og illuminerede manuskripter som de engelske Bestiarier. 

## Eksterne links
- Billeder af misericordia i Ely ArtServe Australian National University
- Håndbog over misericordia
- Medieval Bestiary, Misericords